# Musée d'Histoire et des Arts Décoratifs

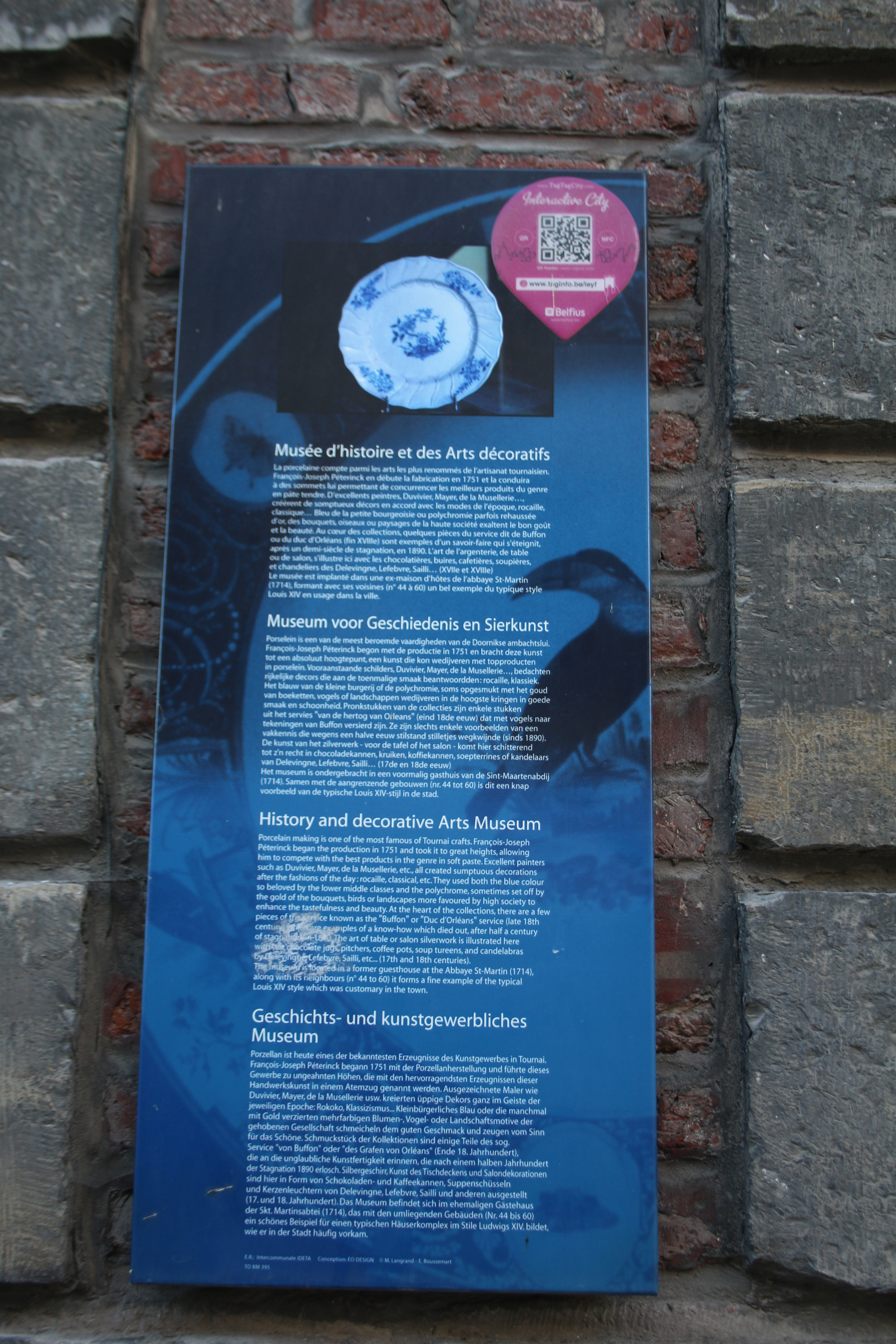

Het Musée d'Histoire et des Arts Décoratifs is een museum in de Belgische stad Doornik.
De collectie van het museum (gevestigd in een bijgebouw van de Sint-Maartensabdij van Doornik) bestaat in de eerste plaats uit Doorniks porselein, dat bekend is om zijn bloemenmotieven. In de 18de en 19de eeuw was het porselein uit Doornik een belangrijke concurrent van het porselein uit de Franse stad Sèvres. Het museum toont ook lokaal vervaardigd goud- en zilversmeedwerk en tinnegoed, naast producten van de Doornikse munt, waar van de 12de tot 17de eeuw Franse en Spaanse munten werden geslagen.